# Янаулка
Янаулка (баш. МФА: Яңауыло файле; в верхнем течении — Якс) — река в Башкирии, протекает по Янаульскому району. Левый приток Буя. Длина реки составляет 22 км.
На реке расположен город Янаул.

## Данные водного реестра
По данным государственного водного реестра России относится к Камскому бассейновому округу, водохозяйственный участок реки — Буй от истока до Кармановского гидроузла, речной подбассейн реки — бассейны притоков Камы до впадения Белой. Речной бассейн реки — Кама.
Код объекта в государственном водном реестре — 10010101112111100016328.